# Musée Ras Novi Pazar
Le musée Ras (en serbe cyrillique : Музеј Рас у Новом Пазару ; en serbe latin : Muzej Ras u Novom Pazaru) est un musée situé à Novi Pazar, dans le district de Raška, en Serbie. Il a été créé en 1953.

## Bâtiment
Le bâtiment du musée, situé au no 1 de la rue Nemanjina, est inscrit sur la liste des monuments culturels protégés de la république de Serbie (identifiant no SK 1672),,,.
Le bâtiment a été construit avant 1868 pour abriter une ruždija, une école laïque pour les jeunes musulmans, puis, après 1912, il est devenu un établissement multiconfessionnel ; il a conservé sa vocation éducative d'origine jusqu'en 1973, date à laquelle il a été transformé pour accueillir le musée Ras.
Le bâtiment se compose d'un rez-de-chaussée et d'un étage ; les murs, qui utilisent la technique des colombages, sont construits en pierres et en briques ; les façades sont enduites de plâtre et l'entrée est dominée par une baie vitrée en saillie, caractéristique du style balkanique. Le toit à quatre pans est massif et se prolonge par un large auvent.